# Bebelis prolongata
Bebelis prolongata là một loài bọ cánh cứng trong họ Cerambycidae.